# Sydney Francisco
Sydney Dirraklai Francisco (Koror, 24 de mayo de 2005) es una velocista palauana. Se clasificó para los Juegos Olímpicos de París 2024 y fue una de las abanderadas de Palaos.

## Biografía
Nació el 24 de mayo de 2005 y creció en Palaos. Recibió su nombre, Sydney, ya que su madre, Peoria Koshiba, compitió en los Juegos Olímpicos de 2000 celebrados en Sídney, Australia. Comenzó a competir en el deporte del atletismo a una edad temprana y a los 13 años comenzó a entrenar como vallista con Mizuka Honda de la Asociación de Pista y Campo de Palaos. Compitió en varios eventos en los Juegos de Micronesia de 2018 en Yap, incluidos los 100 y 400 m con vallas, los 200 m de velocidad y el relevo 4×100 m; ganó la medalla de plata en los 400 m con vallas.
Francisco asistió a la escuela primaria Koror en Palau, y después de graduarse de allí, se mudó a Micronesia en 2019, donde asistió a la escuela secundaria Xavier en la isla de Weno. Cuando se produjo la pandemia de COVID-19, regresó a Palaos y comenzó a asistir a Palau High School. Posteriormente asistió al Palau Community College. Pasó de competir en vallas a competir en carrera de velocidad a los 15 años; luego compitió en varias competiciones de este evento, incluidos los Campeonatos de Atletismo BIIAA, las Temporadas de Campo Traviesa BIIAA y los Juegos Belau. En 2022, compitió en los Campeonatos de Atletismo de Oceanía en Australia, donde participó en los eventos de 100 m y 200 m y logró mejores marcas personales en ambos eventos (13,8 s en los 100 m, 29,2 s en los 200 m).
Participó en el Campeonato Mundial de Atletismo de 2023 en Budapest, Hungría, donde participó en los 100 m Aunque terminó última en el evento, estableció su mejor marca personal con un tiempo de 13.48 y corrió junto a su ídola, la campeona mundial estadounidense Sha'Carri Richardson, y Francisco dijo que estaba «feliz de correr junto a Richardson». Más tarde ese año, compitió en dos eventos en los Juegos del Pacífico 2023 en las Islas Salomón.
En 2024, compitió en los 100 metros en los Campeonatos de Atletismo de Oceanía y luego en tres eventos en los Juegos de Micronesia. Fue seleccionada para competir en los Juegos Olímpicos de París 2024 en los 100 metros, convirtiéndose en una de las tres únicas palauanas en los Juegos de 2024. Fue coabanderada en la ceremonia inaugural olímpica, junto con Jion Hosei.